# Leef Lang!
Leef Lang! is een Vlaams humoristisch radioprogramma gepresenteerd door Pat Donnez dat liep tussen maart 2009 en januari 2010. Het programma volgde Bromberen op. Elke week werd er aan een aantal Bekende Vlamingen een vraag voorgelegd. Deze gaven dan tips, mogelijke oplossingen, anekdotes of meningen in verband met die vraag. Tijdens het eerste seizoen begon elke aflevering met een monoloog van Philippe Geubels over de vraag van die week. Dit verdween in het tweede seizoen.

## Regelmatige gasten
- Joost Vandecasteele
- Vitalski
- Johan Petit
- Veerle Malschaerts
- Alex Agnew
- Henk Rijckaert
- Bert Gabriëls
- Michael van Peel
- Barbara Sarafian
- Geert Beullens
- Jonas Geirnaert
- Gunther Lamoot